# Laura Paredes
Laura Paredes (Avellaneda, província de Buenos Aires, 1980) és una actriu i guionista argentina de cinema.
El seu treball a Argentina, 1985 li va valer una nominació en la 71a edició dels Premis Còndor de Plata a millor actriu de repartiment. A més també va rebre aclamació de la crítica internacional pel seu rol com a protagonista i coguionista de la cinta estrenada el mateix any Trenque Lauquen. Paredes va rebre la distinció a millor guió original al costat de Laura Citarella (directora de la pel·lícula) en la 20a edició dels Premis de la International Cinephile Society celebrada el febrer de 2023. Aquests premis celebren el millor del cinema a tot el món anualment. Trenque Lauquen també va aconseguir guanyar el premi al millor repartiment, millor direcció, i el premi més important a millor pel·lícula de 2022. Es va tractar de la segona vegada que una pel·lícula argentina gana en aquesta categoria des que es van crear els premis en 2004 (després de la victòria aconseguida per Zama de Lucrecia Martel el 2019).

## Filmografia

### Actriu
- Cuadro místico: 1000 metros bajo tierra (2004)
- El cielo elegido (2010)
- El estudiante (2011)
- Ostende (2011)
- Viola (2012)
- La princesa de Francia (2014)
- Dos disparos (2014)
- La larga noche de Francisco Sanctis (2016)
- Hermia & Helena (2016)
- Los globos (2016)
- Cetáceos (2017)
- La flor (2018)
- Claudia (2019)
- El cuidado de los otros (2019)
- Álbum para la juventud (2021)
- Clementina (2022)
- Argentina, 1985 (2022)
- Trenque Lauquen (2022)
- Los delincuentes (2023)

### Guionista
- Trenque Lauquen (2022)
- Soy tu fan (2022)
- Blondi (2023)

## Premis i nominacions
| Any  | Premi                                                     | Categoria                    | Pel·lícula                          | Resultat  | Ref.  |
| ---- | --------------------------------------------------------- | ---------------------------- | ----------------------------------- | --------- | ----- |
| 2017 | Premis Cóndor de Plata                                    | Millor actriu de repartiment | La larga noche de Francisco Sanctis | Nominat   | [ 4 ] |
| 2018 | Buenos Aires Festival Internacional de Cinema Independent | Millor actriu                | La flor                             | Guanyador | [ 5 ] |
| 2023 | Premis de la International Cinephile Society              | Millor guió original         | Trenque Lauquen                     | Guanyador | [ 3 ] |
| 2023 | Premis de la International Cinephile Society              | Millor repartiment           | Trenque Lauquen                     | Guanyador | [ 3 ] |
| 2023 | Premis Cóndor de Plata                                    | Millor actriu de repartiment | Argentina, 1985                     | Guanyador | [ 2 ] |